# Lijst van Surinaamse topscorers in de SVB Hoofdklasse
Dit is een lijst van Surinaamse topscorers in de SVB Hoofdklasse (voorheen Eerste Divisie).
Hieronder de lijst van topscorers sinds 1964:
| Seizoen   | Speler                         | Club                                 | Goals                | Wedstrijden          |
| --------- | ------------------------------ | ------------------------------------ | -------------------- | -------------------- |
| 1964      | Gerrit Niekoop                 | SV Robinhood                         | ?                    | ?                    |
| 1966      | Harald Reumel                  | SV Transvaal                         | ?                    | ?                    |
| 1968      | Edwin Schal Roy Vanenburg      | SV Transvaal                         | 14                   | ?                    |
| 1970      | Frits Purperhart               | SV Leo Victor                        | 13                   | ?                    |
| 1971      | Roy Vanenburg                  | SV Transvaal                         | 16                   | ?                    |
| 1972      | Frits Purperhart               | SV Leo Victor                        | 14                   | ?                    |
| 1973      | Edwin Schal                    | SV Transvaal                         | 20                   | ?                    |
| 1976      | Errol Emanuelson / Roy George  | SV Robinhood                         | ?                    | ?                    |
| 1977      | Errol Emanuelson               | SV Robinhood                         | ?                    | ?                    |
| 1978      | Errol Emanuelson               | SV Robinhood                         | ?                    | ?                    |
| 1982      | Umberto Klinker                | SV Robinhood                         | ?                    | 18                   |
| 1983      | Umberto Klinker                | SV Robinhood                         | ?                    | 18                   |
| 1984      | Delano Rigters                 | SV Robinhood                         | ?                    | 18                   |
| 1987      | Delano Rigters                 | SV Robinhood                         | ?                    | 18                   |
| 1988      | Delano Rigters                 | SV Robinhood                         | ?                    | 18                   |
| 1989      | Delano Rigters Maikel Peel     | SV Robinhood SV Transvaal            | ?                    | 18                   |
| 1998-99   | Robert Lawrence                | SV Robinhood                         | 30                   | 18                   |
| 1999-2000 | Benny Kejansi Ifenildo Vlijter | Inter Moengotapoe House of Billiards | 24                   | 18                   |
| 2000-01   | (geen kampioenschap)           | (geen kampioenschap)                 | (geen kampioenschap) | (geen kampioenschap) |
| 2001-02   | Clifton Sandvliet              | Walking Boyz Company                 | 27                   | 18                   |
| 2002-03   | Gordon Kinsaini Amaktie Maasie | SV Robinhood SV Leo Victor           | 18                   | 18                   |
| 2003-04   | Owen van Cooten                | Young Rhythm                         | 26                   | 18                   |
| 2004-05   | Cleven Wanabo                  | Royal '95                            | 24                   | 18                   |
| 2005-06   | Clifton Sandvliet              | Walking Boyz Company                 | 27                   | 18                   |
| 2006-07   | Alex Pereira Soares            | Jai Hanuman                          | 28                   | 18                   |
| 2007-08   | Ifenildo Vlijter               | SV Robinhood                         | 17                   | 18                   |
| 2008-09   | Anthony Abrams                 | SV Leo Victor                        | 22                   | 18                   |
| 2009-10   | Amaktie Maasie                 | Inter Moengotapoe                    | 14                   | 18                   |
| 2010-11   | Amaktie Maasie                 | Inter Moengotapoe                    | 19                   | 18                   |
| 2011-12   | Ulrich Reding Giovanni Waal    | SV Boskamp SV Leo Victor             | 20                   | 18                   |
| 2012-13   | Galgyto Talea                  | SV Notch                             | 18                   | 18                   |
| 2013-14   | Gregory Rigters                | Walking Boyz Company                 | 16                   | 18                   |
| 2014-15   | Gregory Rigters                | Walking Boyz Company                 | 20                   | 18                   |
| 2015-16   | Romeo Kastiel                  | Inter Moengotapoe                    | 18                   | 18                   |
| 2016-17   | Ivanildo Rozenblad             | SV Robinhood                         | 20                   | 22                   |
| 2017-18   | Ivanildo Rozenblad             | SV Robinhood                         | 22                   | 24                   |
| 2018-19   | Renzo Akrosie                  | SNL                                  | 33                   | 30                   |
| 2019-20   | Romeo Kastiel (tot corona)     | Inter Moengotapoe                    | 12                   | ?                    |